# Luisa Massarani
Luisa Massarani es periodista de la ciencia brasileña e investigadora en comunicación científica. Ha fungido como investigadora en el Centro para la Promoción de la Divulgación Científica del Museu da Vida, en la Casa de Oswaldo Cruz de la Fundación Oswaldo Cruz, y como coordinadora del portal latinoamericano SciDevNet que publica noticias, opiniones y análisis científicos. También ha sido directora ejecutiva de la Red para la Popularización de la Ciencia y la Tecnología en América Latina y el Caribe (RedPOP), que recibe el apoyo de la Unesco.
En 2016, fue galardonada con el Premio José Reis de Difusión Científica. El premio le fue otorgado, por "en reconocimiento de su contribución a la difusión y divulgación de la ciencia, la tecnología y la innovación". En 2015, recibió también el Premio de Ciencia y Tecnología del Mercosur, por su trabajo en la creación de una red de comunicadores e investigadores en comunicación científica en América Latina.
 

En entrevista, en 2004, Massarani definió el papel del periodismo científico de la siguiente forma: 
El periodista no es un traductor [del discurso científico a un público "profano"]: es un profesional que tiene la inmensa tarea de instigar el debate, de manera inteligente y crítica, en temas de ciencia y tecnología, particularmente cuando sus aplicaciones tienen un impacto importante en la sociedad.

## Formación
Massarani se graduó en periodismo en la Pontificia Universidad Católica de Río de Janeiro en 1987. Tiene una maestría en Ciencias de la Información del Instituto Brasileño de Información en Ciencia y Tecnología (1988) y un doctorado en Gestión, Educación y Difusión en Biociencias de la Universidad Federal de Río Enero (2001). Realizó estudios posdoctorales en la University College London (2013).

## Vida profesional
En su trabajo en el Museo de la Vida, desarrolla actividades para mejorar la especialización y el periodismo y la divulgación científica. En SciDev.Net escribe contenido periodístico sobre ciencia y tecnología en América Latina y busca fomentar la actividad del periodismo científico en el continente.  
Massarani trabajó durante doce años en las revistas Ciência Hoje y Ciência Hoje das Crianças (Ciencia Hoy y Ciencia hoy para la infancia).
En 2009 dirigió el grupo que creó el Curso de Especialización en Difusión de Ciencia, Tecnología y Salud (lato sensu). En 2016, participó en la creación de la maestría en Divulgación de Ciencia, Tecnología y Salud en la Casa de Oswaldo Cruz - Fiocruz en asociación con la Universidad Federal de Río de Janeiro, la Fundação Cecierj, el Museo de Astronomía y Ciencias Relacionadas y el Jardín Botánico.

## Obra
- Ciência e público: caminhos da divulgação científica no Brasil [La ciencia y el público: caminos para la difusión científica en Brasil] (2002), con Ildeu de Castro Moreira (coordinadores)
- O pequeno cientista amador - a divulgação científica e o público infantil [El pequeño científico aficionado: comunicación científica y audiencia infantil] (2005)
- Ciência & Criança: A divulgação científica para o público infanto-juvenil (2008), organización
- Transgénicos en debate: edición juvenil (2008), Luisa Massarani y Flávia Natércia
- Folleto de Carlos Chagas: ciencia para combatir enfermedades tropicales (2009), Simone Petraglia Kropf y Luisa Massarani
- Se Eu Fosse... Um bicho, uma planta ou até um objeto, minha vida seria muito diferente [Si yo fuera. . . Un animal, una planta o incluso un objeto, mi vida sería muy diferente] (2016), Luisa Massarani

## Premios
- Premio Jabuti, 2017 - 2º lugar categoría infantil con el libro "Si Yo Fuera... Un bicho, una planta o hasta un objeto, mi vida sería muy diferente"[7]
- Premio José Reyes de Divulgación Científica, 2016[8]
- Premio Mercosur de Ciencia y Tecnología, categoría "Integración, 2014[9]